# Ukile
Das Ukile war eine Masseneinheit im Kaiserreich Abessinien/Kaiserreich Äthiopien für Elfenbein. Das Wakih rechnete man 0,02592 Gramm. 
- 1 Ukile = 43 Rottel = 13,374503 Kilogramm[1]
  - 1 Rottel = 12 Wakih/Unzen = 120 Derime/Drachmen = 311,035 Gramm[1]